# مهرة (غرمي)
مهرة (بالإنجليزية: Mohreh)‏ هي قرية تقع في أردبيل في إيران. يقدر عدد سكانها بـ 323 نسمة .